# Нетрадиционные боевые действия
Нетрадицио́нные боевы́е де́йствия, или нетрадицио́нная война́, та́йная война́ (англ. unconventional warfare) в военном деле — термин, которым в контексте военных операций обозначают проведение таких действий, которые кардинально отличаются от обычных боевых действий. 
В отличие от обычной войны или военного конфликта, цель которых — уменьшение военного потенциала противника, тактика нетрадиционных методов ведения боевых действий является попыткой достичь военной победы путём согласия, капитуляции или тайной поддержки одной из сторон существующего конфликта.
Нетрадиционные боевые действия отличаются от методов обычной войны тем, что их силы или цели скрыты или не очень хорошо определены, а общие или долгосрочные цели направлены на принуждение противника отказаться от дальнейшего сопротивления и сложить оружие.
Общая цель нетрадиционной войны — вселить в противника убеждение, что достижение мира и безопасности в конфликте невозможно без компромиссов или уступок. Конкретные цели включают:
- рост усталости противника от войны,
- ограничение противником уровня гражданских свобод мирного населения, связанное с повышенными требованиями безопасности;
- экономические трудности, связанные с расходами на войну;
- провоцирование безнадёжности, страха, депрессии, что защититься от нападения невозможно,
- и, в конце концов, распад морального духа противника.